# La Bête de la caverne hantée
Pour plus de détails, voir Fiche technique et Distribution.
La Bête de la caverne hantée (Beast from Haunted Cave) est un film américain réalisé par Monte Hellman, sorti en 1959.

## Synopsis
Le gangster Alexander Ward, sa petite amie Gypsy Boulet et deux hommes de main viennent à Deadwood, dans le Dakota du Sud, avec l'idée de voler quelques lingots d'or. Ils font appel à un moniteur de ski local, Gil Jackson, et prévoient de l'utiliser comme guide hors du territoire après le vol. 
Cependant, un blizzard les oblige à se réfugier dans la cabane de Jackson, où Gypsy fait baisser la température en faisant preuve de froideur à l'égard de Ward, son ancien chéri jusqu'à ce qu'elle voie Jackson. Ward s'en fiche, car il envisage de tuer Jackson une fois qu'ils n'auront plus besoin de lui. 
Mais ils avaient utilisé une explosion dans une grotte pour servir de distraction pendant le braquage, et cette explosion avait irrité la grosse araignée qui y vivait et tout le monde doit chercher refuge dans la grotte contre la fureur de la tempête.

## Fiche technique
- Titre français : La Bête de la caverne hantée[1],[2]
- Titre original : Beast from Haunted Cave
- Réalisation : Monte Hellman
- Scénario : Charles B. Griffith
- Photographie : Andrew M. Costikyan
- Costumes : Chris Robinson
- Montage : Anthony Carras
- Musique : Alexander Laszlo
- Production : Gene Corman (en)
- Société de production : Gene Corman Productions
- Sociétés de distribution : Filmgroup
- Pays d'origine : États-Unis
- Langue originale : Anglais
- Format : Noir et blanc - 35 mm - 1,37:1 - Mono
- Genre : horreur, thriller
- Durée : 72 minutes
- Dates de sortie :
  -  États-Unis : 30 octobre 1959
  -  Royaume-Uni : Mai 1960
  -  Pérou : 12 septembre 1962
  -  France : 2005 (DVD)
  -  Espagne : 18 septembre 2006 (DVD)

## Distribution
- Michael Forest : Gil Jackson
- Sheila Noonan : Gypsy Boulet
- Frank Wolff : Alexander Ward
- Wally Campo : Byron Smith
- Richard Sinatra : Marty Jones
- Linné Ahlstrand : Natalie
- Chris Robinson (en) : la Bête / Homme assis au bar
- Kay Jennings : Small Dove
- Jaclyn Hellman : Jill Jackson (non-crédité)
- Kinta Zertuche : Femme assise à table (non-créditée)